# مات رينولدز (لاعب كرة قدم أمريكية)
مات رينولدز (بالإنجليزية: Matt Reynolds)‏ هو لاعب كرة قدم أمريكية أمريكي، ولد في 31 مايو 1986 في بروفو في الولايات المتحدة.

## وصلات خارجية
- مات رينولدز على موقع مرجع كرة القدم المحترفة.كوم (الإنجليزية)